# Margaret Bailes
Margaret Bailes (Estados Unidos, 23 de enero de 1951) es una atleta estadounidense retirada, especializada en la prueba de 4 x 100 m en la que llegó a ser campeona olímpica en 1968.

## Carrera deportiva
En los JJ. OO. de México 1968 ganó la medalla de oro en los relevos 4 x 100 metros, con un tiempo de 42.88 segundos que fue récord del mundo, llegando a meta por delante de Cuba (plata) y la Unión Soviética (bronce), siendo sus compañeras de equipo: Barbara Ferrell, Mildrette Netter y Wyomia Tyus.